# شتاينغادن
شتَاينغادِن (بالألمانية: Steingaden)‏ هي بَلدة ضِمن دائِرَة ڤآيِلهَآيْمٌّ-شُونغآُو التَّابعة لمُحافظة بافارِيا العُليَا في وِلاَية بافارِيا بجُمهُوريَّة أَلمَانيَا الاِتّحاديّة. تَقَع بَلدة شتَاينغادِن على سُفوح جِبَال الألب باِرتِفاع 763 مِتر فَوق مُستَوَى سَطح اَلْبَحر شَرق نَهَر لِيخ أحَدٌ روَافِد نَهَر الدانُوب عَلَى مَسَافَةِ 72 كِيلُو مِتْرَ عن مَدينة مِيُونِيخ عاصِمة الدَّولة الحُرَّة بافارِيا أَهمَّ المُدن الكُبرَى في جَنُوب أَلمَانيَا.

## معرض الصور

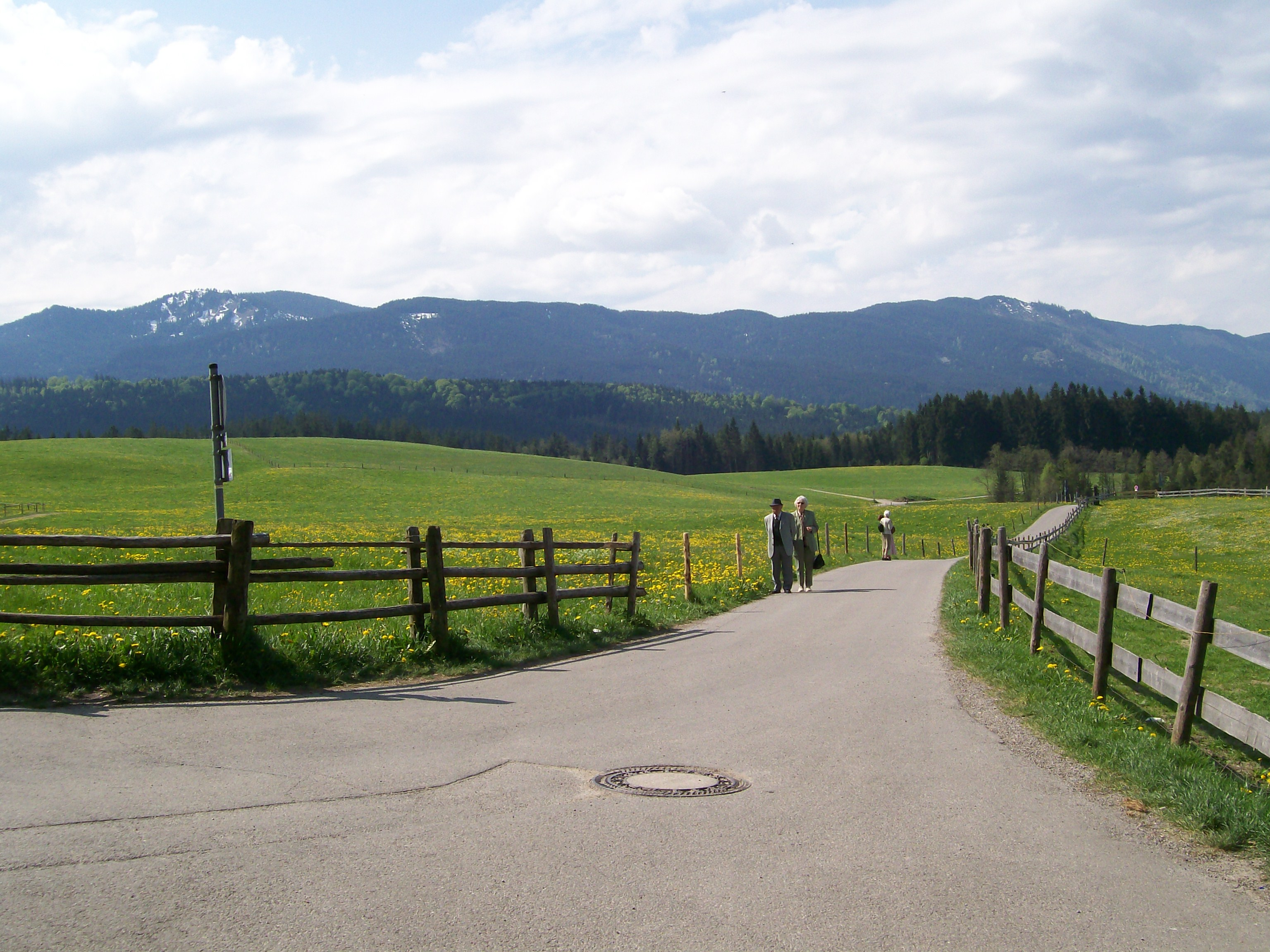
نُزهة على الأَقْدَامٌ في نَهَارٌ فَصْل الصَّيف.
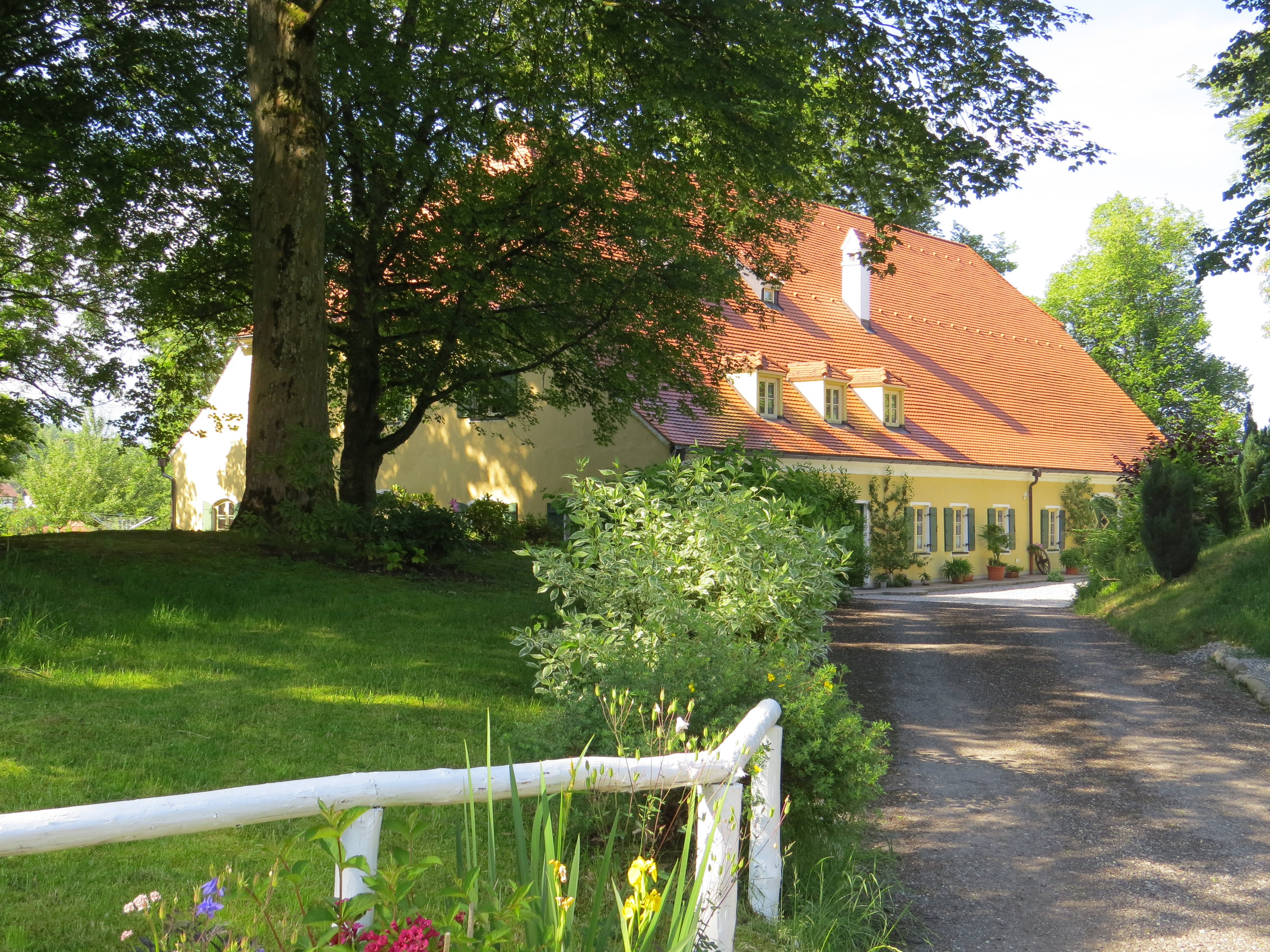
ممرُّ «34».
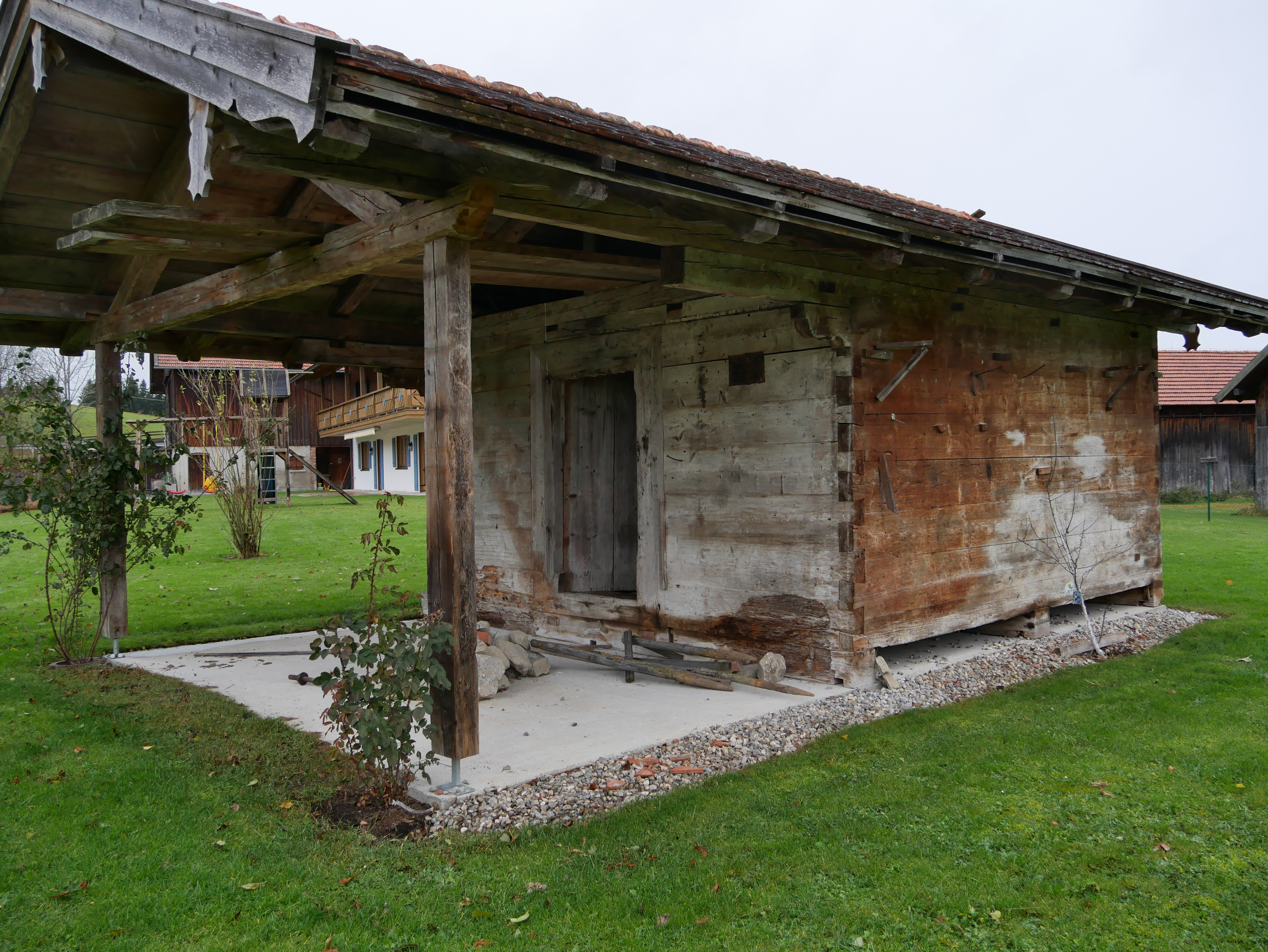
مَخْزَن الْحُبُوبِ أو حجرة لتَّخزين الغِلال لحفِظ الأَشْيَاء سَلِيمة مدَّة طَويلة شَيَّدْ سَنة 1650.

## انظُر أيضاً
- قصر نويشفانشتاين

## وصلات خارجية
- الصّفحة الرّسميّة لِبَلدة شتَاينغادِن (بالألمانية)